# Oben am jungen Rhein
Oben am jungen Rhein är Liechtensteins nationalsång. Texten skrevs 1850 av Jakob Josef Jauch, och melodin är densamma som i den brittiska nationalsången God Save the King. Den antogs 1920, år 1963 gjordes vissa ändringar i texten, som fastställdes av Liechtensteins parlament, vilka tonade ned Liechtensteins anknytning till det tyska och Tyskland. Bland annat ändrades den första raden från "Oben am deutschen Rhein" till "Oben am jungen Rhein".

## Text
| Oben am deutschen Rhein Lehnet sich Liechtenstein An Alpenhöh’n. Dies liebe Heimatland Im deutschen Vaterland Hat Gottes weise Hand Für uns erseh’n. Wo einst St. Lucien Frieden nach Rhätien Hineingebracht. Dort an dem Grenzenstein Und längs dem jungen Rhein Steht furchtlos Liechtenstein Auf Deutschlands Wacht. Lieblich zur Sommerzeit Auf hoher Alpen Weid Schwebt Himmelsruh’. Wo frei die Gemse springt, Kühn sich der Adler schwingt, Der Senn das Ave singt Der Heimat zu. Von grünen Felsenhöh’n Freundlich ist es zu seh’n Mit einem Blick: Wie des Rheins Silberband Säumet das schöne Land Ein kleines Vaterland Vom stillen Glück. Hoch lebe Liechtenstein, Blühend am deutschen Rhein, Glücklich und treu. Hoch leb’ der Fürst vom Land, Hoch unser Vaterland, Durch Bruderliebe Band Vereint und frei. | Oben am jungen Rhein Lehnet sich Liechtenstein An Alpenhöh’n. Dies liebe Heimatland, Das teure Vaterland, Hat Gottes weise Hand Für uns erseh’n Hoch lebe Liechtenstein Blühend am jungen Rhein, Glücklich und treu. Hoch leb' der Fürst vom Land, Hoch unser Vaterland, Durch Bruderliebe-Band Vereint und frei. |

## Andra versioner av samma melodi
- Bevare Gud vår kung (tidigare svensk kungssång)
- Heil dir im Siegerkranz (Preussens nationalsång)
- Kongesangen (Norges kungssång)